# Gernot Rohr
Gernot Rohr (* 28. Juni 1953 in Mannheim) ist ein ehemaliger deutscher Fußballspieler, der als Spieler von Girondins Bordeaux in den Jahren 1984, 1985 und 1987 dreimal die französische Meisterschaft gewann. Anschließend arbeitete Rohr als Trainer. Er besitzt seit 1982 die französische Staatsbürgerschaft.

## Spielerkarriere

### In Deutschland, 1961–1977
Gernot Rohr ist der jüngste Sohn des Pädagogen und Fußballtrainers Philipp Rohr. Er wuchs in der Naumannstraße auf, wo er auch geboren ist. Als Kind spielte Rohr in der Jugendabteilung des VfL Neckarau (einem Stadtteil von Mannheim), im dortigen Waldweg-Stadion. In den Jahren 1970/71 hatte er acht Einsätze in der DFB-Jugendauswahl. Im Mai 1971 spielte er mit dem DFB beim UEFA-Juniorenturnier in der Tschechoslowakei an der Seite von Rudi Kargus, Manfred Kaltz und Ronald Worm in der deutschen UEFA-Jugendauswahl. Als rechter Verteidiger stand er im Team von Nordbaden, das am 11. Mai 1972 in Weinheim den Amateur-Länderpokal gewann (2:1 gegen Niedersachsen).

#### FC Bayern
Aufgrund dieser Einsätze wurden bald die Talentspäher der Bundesliga auf Rohr aufmerksam. Der Manager des FC Bayern München, Robert Schwan, verpflichtete im Sommer 1972 den in der 1. Amateurliga Nordbaden unter der Trainingsleitung seines Vaters spielenden 19-jährigen Mannheimer. So war Rohr, selbst als Kind begeisterter Anhänger des FC Bayern, unter Trainer Udo Lattek mit den Spielergrößen Franz Beckenbauer, Sepp Maier, Gerd Müller, Uli Hoeneß und Paul Breitner in einer Mannschaft. Die Anpassungsproblematik an die Qualität der Fußball-Bundesliga im Allgemeinen und an die des FC Bayern München im Besonderen war immens. Zudem war die körperliche Ausreifung bei dem Talent aus Neckarau noch nicht abgeschlossen; er hatte auch athletische Defizite aufzuholen. In der ersten Saison in München kam er zu drei Einsätzen in der Bundesliga. Am 30. September 1972 wurde er in der 28. Spielminute für Franz Roth zum ersten Mal eingewechselt. Dass er im zweiten Jahr seine Einsatzhäufigkeit nicht steigern konnte, lag an den Folgen einer Kreuzbandoperation vom Dezember 1973. Durch seinen jeweils dreimaligen Bundesligaeinsatz in den Jahren 1973 und 1974 gehört Gernot Rohr den Meisterteams dieser Runden an: Im Europapokal der Landesmeister 1973/74 wurde er einmal eingesetzt.

#### Waldhof Mannheim und Offenbacher Kickers
Sein Vater Philipp – inzwischen Trainer des SV Waldhof in der 2. Bundesliga Gruppe Süd – holte Gernot Rohr 1974 nach Mannheim zurück. Waldhof belegte den 8. Tabellenplatz und Gernot Rohr absolvierte 21 Spiele mit einem Torerfolg. Der Umweg über die 2. Bundesliga zahlte sich aus, der Trainer von Kickers Offenbach, Otto Rehhagel, holte den viermaligen Amateurnationalspieler im Sommer 1975 auf den Bieberer Berg. Rohr erlebte an der Seite von Sigfried Held die Entlassung von Trainer Rehhagel im Dezember 1975 und den Bundesliga-Abstieg am Rundenende 1975/76. Er hatte 24 Spiele für die Offenbacher bestritten. In seinem zweiten Jahr bei den Kickers in der Serie 1976/77 war er in allen 38 Spielen in der 2. Bundesliga für den OFC im Einsatz. Hinter dem Meister VfB Stuttgart und TSV 1860 München belegten die Hessen den 3. Tabellenplatz. Auch in dieser Runde erlebte er in Offenbach einen Trainer-Wechsel: Zlatko Čajkovski wurde im November 1976 von Udo Klug abgelöst.
Im Sommer 1977 verabschiedete sich der 24-jährige Gernot Rohr, der während seiner aktiven Zeit in Deutschland Romanistik studiert und ein Germanistikstudium mit dem Magister abgeschlossen hatte, aus Fußball-Deutschland und wechselte nach Frankreich zu Girondins FC de Bordeaux. Bereits sein Großonkel Oskar Rohr, der in den 1930er Jahren bei Racing Strasbourg erfolgreich spielte, war in Frankreich tätig.

### In Frankreich, 1977–1989
Bei Girondins de Bordeaux wurde Rohr auf Anhieb Stammspieler und hatte von 1977 bis 1987 in jeder Saison über 30 Ligaspiele bestritten. An der Seite der französischen Nationalspieler Alain Giresse (bis 1986), Bernard Lacombe (bis 1987), Marius Trésor (1980–84), Jean Tigana (1981–89) und Patrick Battiston (1983–87) wurde der Mannheimer zu einer gleichberechtigten Größe in dem Team.
1984, 1985 und 1987 feierte Gernot Rohr drei Meistertitel sowie 1986 und 1987 (im zweiten Endspiel nicht eingesetzt) zwei Pokalerfolge; 1987 kam der Doublé dazu – im Lande des Europameisters von 1984. Unter Trainer Aimé Jacquet wurde Gernot Rohr zweimal zum besten Abwehrspieler der Division 1 gewählt. Zeitweise war er nicht der einzige Deutsche an der Garonne: Auch die Ex-Nationalspieler Dieter Müller (1982–85) und Uwe Reinders (1985–87) standen in seiner Mannschaft, von 1982 bis 1984 zudem der gelegentlich eingesetzte Caspar Memering.
Auf der europäischen Bühne erreichte Bordeaux im Europapokal der Landesmeister 1984/85 und im Europapokal der Pokalsieger 1986/87 jeweils das Halbfinale. Gernot Rohr kam auf 33 Einsätze, beim 4:0 gegen Hajduk Split Ende 1982 erzielte er ein Tor. Zu seinen denkwürdigsten Spielen gehörte das Halbfinalspiel vom April 1987, als die Blau-Weißen aus Bordeaux nach einem 0:1 im heimischen Stade du Parc Lescure gegen den 1. FC Lokomotive Leipzig (die Ostdeutschen mit einem René Müller in Weltklasseform) das Rückspiel im Zentralstadion ihrerseits 1:0 gewannen, sich im anschließenden Elfmeterschießen beim Stande von 5:6 aber den einzigen, fatalen Fehlschuss leisteten. Rohr traf im Elfmeterschießen als dritter Schütze zur zwischenzeitlichen 2:1-Führung für Bordeaux.
Rohr, der seit 1982 die französische Staatsbürgerschaft besitzt, wurde – trotz der Erfolge in Frankreich – nie in die deutsche Fußballnationalmannschaft berufen. Beim EM-Turnier 1984 in Frankreich verteidigte auf der rechten Seite der Stuttgarter Bernd Förster. Auch bei dem Neuaufbau, Deutschland schied bereits in der Vorrunde aus, setzte der neue Teamchef Franz Beckenbauer nicht auf Rohr, sondern auf das Talent Thomas Berthold.
Am 8. Juli 1988 bestritt Gernot Rohr sein offizielles Abschiedsspiel – ein weiteres Zeichen der Wertschätzung, die man ihm in Frankreich entgegenbrachte – gegen den FC Bayern München im Parc Lescure. In der anschließenden Runde 1988/89 half er in 13 Spielen aus. Von 1977 bis 1989 kam er auf 352 Einsätze und 13 Tore in der Division 1 für Girondins Bordeaux.

## Trainerkarriere

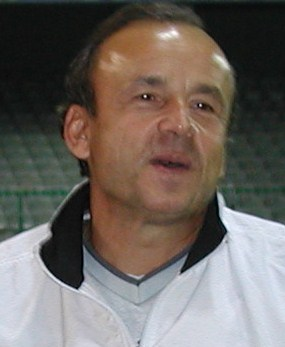
Gernot Rohr (2002)

### Girondins Bordeaux, 1989–2002
Im Anschluss an seine Spielerkarriere übernahm Gernot Rohr die Funktion des Jugendkoordinators und Sportdirektors bei Girondins Bordeaux. Mehrmals wurde die Leitung der Nachwuchsarbeit unterbrochen, da er die Chef-Trainerstelle einnahm. Nach dem Zwangsabstieg 1991 gelang ihm 1991/92 in der Division 2 der sofortige Wiederaufstieg. Am 4. Februar 1996 übernahm Gernot Rohr wiederum die Aufgabe, den Club vor dem Abstieg zu bewahren. Über den Erfolg im UI-Cup führte er Girondins Bordeaux in den UEFA-Cup. Unter anderem durch den überraschenden Viertelfinalerfolg gegen den AC Mailand gelang dem Club schließlich der Einzug in die Endspiele gegen Bayern München. Herausragende Spieler in seinem Team waren Bixente Lizarazu, Christophe Dugarry und Zinédine Zidane.
Er lenkte die sportlichen Geschicke der Nachwuchsarbeit in Bordeaux bis 1998. Den Ausgangspunkt hierfür bildete das „Château Bel Air“, ein 1746 errichtetes Schloss mit weitläufigem Trainingsgelände in Le Haillan, zehn Kilometer außerhalb der Stadt gelegen.

### Eintracht Frankfurt
Ab 1. Oktober 1998 übte Gernot Rohr die Tätigkeit eines technischen Direktors bei Eintracht Frankfurt aus, die er jedoch wegen Meinungsverschiedenheiten mit dem Klubpräsidium am 20. April 1999 beendete. Es schloss sich eine Trainertätigkeit bei US Créteil an, wohin ihn sein Ex-Präsident bei Bordeaux, Alain Afflelou, holte. Von 2000 bis 2002 war Gernot Rohr nochmals Leiter der Jugendschule in Bordeaux.

### OGC Nizza, 2002–2005
Es folgten drei Runden bei OGC Nizza als Sportdirektor. Gernot Rohr kam 2002 in einer denkbar schwierigen Lage an die Côte d’Azur, denn der Erstliga-Aufsteiger sollte wegen finanzieller Überschuldung zunächst in die 3. Liga strafversetzt werden. Gemeinsam mit anderen beschaffte ihr neuer Sportdirektor zunächst frisches Geld und neue Spieler, übernahm dann zusätzlich den Trainer-Posten und führte seine Mannschaft vorübergehend (am 21. Spieltag) sogar an die Spitze der französischen Liga. Am Ende der Saison stieg man als Dritter der Abschlusstabelle in die Ligue 1 auf. Die Runde 2002/03 beendeten die Rot-Schwarzen aus dem Stade du Ray mit 55 Punkten auf dem 10. Platz. 2003/04 folgte Rang 11. Am 25. April 2005 wurde er von Präsident Maurice Cohen nach der 1:3-Niederlage bei Paris Saint-Germain am 34. Spieltag der Saison beurlaubt: Nizza stand vier Runden vor Schluss mit 38 Punkten auf Tabellenrang 17, dem letzten Nichtabstiegsplatz. Trotz des Vetos des Spielerrates, ungeachtet zahlreicher Proteste von OGC-Anhängern sowie in Missachtung von Rohrs Engagement für den Verein sprach Cohen die Entlassung aus.

### In Österreich und der Schweiz
Am 22. Juli 2005 übernahm Gernot Rohr das Amt des Chef-Nachwuchskoordinators bei Red Bull Salzburg. Zusätzlich leitete er von Oktober 2005 bis September 2006 das Training bei den Young Boys Bern, führte die Mannschaft 2006 auf den dritten Platz und damit in den UEFA-Pokal. Im Herbst 2006 wurde er nach einer Serie von schlechten Spielen zum Rücktritt gedrängt.

### Rückkehr nach Frankreich
Ab Juni 2007 arbeitete Gernot Rohr als Trainer beim französischen Zweitligisten AC Ajaccio. Obwohl er mit den Korsen gut in die Saison gestartet war – sein letztes Spiel auf der Bank des ACA endete mit einem 4:0-Sieg über OC Vannes –, löste der Verein seinen Zwei-Jahres-Vertrag zu Anfang September 2008 vorzeitig auf. Nach einem Intermezzo beim tunesischen Erstligisten Étoile Sportive du Sahel (bis Mai 2009) übernahm Rohr zur Saison 2009/10 das Training bei Ligue-1-Absteiger FC Nantes, wo er bereits nach fünf Monaten seinen bis Sommer 2011 laufenden Vertrag auflöste.

### Nationaltrainer in Afrika
Ab Februar 2010 arbeitete Rohr als Nationaltrainer von Gabun; er folgte in dieser Funktion seinem langjährigen Mitspieler Alain Giresse nach. Mit den Gabunern erreichte Rohr beim Afrika-Cup 2012 das Viertelfinale; kurz darauf, Ende April, endete seine dortige Tätigkeit. Im September 2012 wurde Gernot Rohr als neuer Trainer der Nationalelf des Niger präsentiert. Auch mit dieser Mannschaft war er bei der Afrikameisterschaft 2013 vertreten, schied jedoch als Tabellenletzter der Gruppe B bereits nach der Vorrunde aus. Am 20. Oktober 2014 trat er wegen Erfolglosigkeit als Nationaltrainer des Niger zurück.
Anfang 2015 wurde er neuer Cheftrainer von Burkina Faso. Im Dezember 2015 erklärte Rohr seinen Rücktritt vom Traineramt in Burkina Faso. Als Grund gab er nicht sportliche Aspekte, sondern die „schwierige politische Lage“ im Land an. 2016 übernahm er den Cheftrainerposten der nigerianischen Nationalmannschaft, mit der er sich für die Fußball-Weltmeisterschaft 2018 qualifizierte und beim Afrika-Cup 2019 den dritten Platz erreichte. Im Dezember 2021 wurde Rohr wenige Wochen vor Beginn des Afrika-Cups in Kamerun entlassen.
Aufgrund seines Engagements für den Fußball in Afrika wurde Rohr von der „Initiative Deutscher Fußball Botschafter“ für die Auszeichnung „Deutscher Fußball Botschafter 2016“ zunächst nominiert und schließlich ausgezeichnet.
Im März 2023 wurde bekannt, dass er die beninische Nationalmannschaft als Nationaltrainer übernimmt. Es ist seine fünfte Station als Coach der A-Auswahl in einem afrikanischen Land. Bis zur Übernahme Benins waren für ihn bis Ende 2021 106 offizielle A-Länderspiele als Mann an der Seitenlinie notiert.

## Erfolge als Spieler
- 1 Länderpokal-Sieger 1972 mit der Auswahlmannschaft des Landesverbandes Nordbaden
- 2 Meisterschaften in Deutschland mit Bayern München (1973, 1974)
- 1 Europacupgewinn mit Bayern München 1974 (Einsatz am 19. September 1973)
- 3 Meisterschaften in Frankreich mit Bordeaux in den Jahren 1984, 1985, 1987
- 2 Pokalgewinne in Frankreich mit Bordeaux in den Jahren 1986 und 1987
- achtfacher Jugend- und fünffacher Amateur-Nationalspieler für Deutschland

## Erfolge als Trainer
- Meisterschaft in der Saison 1991/92 in der Division 2 mit Bordeaux
- Finaleinzug 1996 im UEFA-Cup mit Bordeaux
- 3. Platz Afrika-Cup 2019 mit Nigeria

## Privates
Anders als sein ebenfalls viele Jahre in Frankreich spielender und lebender Großonkel Oskar Rohr hat Gernot Rohr das Land westlich des Rheins dauerhaft zu seiner neuen Heimat erkoren: Er besitzt seit 1982 die französische Staatsbürgerschaft und hat seinen Hauptwohnsitz in Lège-Cap-Ferret an der Bucht von Arcachon, wo er seit einem Vierteljahrhundert ein Hotel besitzt.
Bei den Regionalwahlen für Aquitaine im Jahr 2004 kandidierte er, wenn auch erfolglos, auf der Liste der UDF von François Bayrou. Er gehörte zu den Mitorganisatoren des Benefizspiels für den 1998 von deutschen Hooligans ins Koma geprügelten Daniel Nivel. Rohr, der sich in der französischen Öffentlichkeit durch sein zurückhaltendes Naturell und seine fachlichen Fähigkeiten großes Ansehen erworben hat, gilt aufgrund seines vergleichsweise geringen beruflichen Erfolgs in Deutschland häufig als „Prophet, der im eigenen Geburtsland wenig gilt“.
Rohr war dreimal verheiratet und hat fünf Kinder.
Rohr hat sein Trainer-Diplom in Frankreich gemacht und einen Magister in Germanistik. Er spricht neben deutsch auch englisch und französisch.